# Passageways
Passageways è il centoventisettesimo album in studio del chitarrista statunitense Buckethead, pubblicato il 12 dicembre 2014 dalla Hatboxghost Music.

## Il disco
Novantasettesimo disco appartenente alla serie "Buckethead Pikes", si tratta del terzo dei sei album pubblicati dal chitarrista durante il mese di dicembre 2014 e contiene il brano Passageway, una suite suddivisa in cinque parti.

## Tracce
Musiche di Buckethead.
1. Passageway 1 – 5:24
2. Passageway 2 – 2:51
3. Passageway 3 – 6:50
4. Passageway 4 – 3:44
5. Passageway 5 – 10:14

## Formazione
- Buckethead – chitarra, basso, programmazione